# Erik Westrum
Erik Clinton Westrum (Minneapolis, 26 luglio 1979) è un ex hockeista su ghiaccio statunitense.
Ha giocato nel ruolo di attaccante nell'Ambrì-Piotta, squadra della Lega Nazionale A. Vanta inoltre presenze in American Hockey League e in National Hockey League.

## Carriera

### Club
Nato nello Stato del Minnesota, Erik Westrum si è formato come hockeista presso la University of Minnesota, nel campionato della NCAA. Nel 1998 fu scelto dai Phoenix Coyotes al settimo turno come 187ª scelta assoluta, tuttavia continuò a giocare per la propria università fino al 2001 disputando due stagioni da capitano.
Successivamente Westrum compie il salto in AHL con la maglia degli Springfield Falcons. Nella lega minore nordamericana Westrum ha giocato per sei stagioni con quattro differenti squadre (Springfield Falcons, Utah Grizzlies, Houston Aeros e Toronto Marlies) totalizzando 307 punti in 434 partite disputate.
Nella sua carriera Westrum ha collezionato anche 27 presenze nella National Hockey League con le maglie dei Phoenix Coyotes, dei Minnesota Wild e dei Toronto Maple Leafs.
Dal 2007 milita nella Lega Nazionale A svizzera con la maglia dell'HC Ambrì-Piotta. Il suo contratto scade al termine della stagione 2011/2012. Nella sua prima stagione in Svizzera vince il titolo di Top Scorer del campionato con 72 punti. Il 23 settembre 2010 contro il Fribourg-Gottéron Westrum subisce una commozione cerebrale durante un contrasto di gioco, rimanendo fuori dalle piste per quasi tutta la stagione. A causa di un altro grave infortunio Westrum nella stagione 2011-2012 poté disputare solo 8 incontri, totalizzando 5 punti.

### Nazionale
Westrum ha rappresentato la nazionale statunitense al Campionato mondiale di hockey su ghiaccio del 2004, dove il Team USA ha vinto la medaglia di bronzo. In nove presenze ha messo a segno tre gol e due assist.

## Palmarès

### Individuale
- AHL First All-Star Team: 2

2005-2006, 2006-2007
- AHL All-Star Classic: 2

2006, 2007
- PostFinance Top Scorer

2007-2008 (72 punti)
- Maggior numero di gol in LNA: 1

2007-2008 (33 reti)